# Бет Шеан
Бет Шеан или Беј Сан (хебр. בֵּית שְׁאָן Beth Šəānⓘ), у историјским изворима познат и под именом Скитополис је град у Северном округу државе Израел, који је у историји имао значајну улогу због свог географског положаја на месту сусрета долине Јордана и Израелске долине. У хебрејској Библији забележено је да су након битке између Израелићана и Филистинаца на горју Гилбоа, тела краља Саула и његова три сина обешена на зидинама Бет Шeана. У римско доба, Бет Шеан је био водећи град међу градовима Декаполиса (савез паганских градова). У савремено добa Бет Шеан је регионални центар насеља у долини Бет Шеан.
Данас су рушевине старог града Бет Шеан заштићене у оквиру Националног парка Бет Шеан.

## Географија
Бет Шеан је увек имао велики значај, због свог географског положаја на месту сусрета долине Јордана и Израелске долине, суштински је онемогућавао приступ обали Левантскоg морa из правца реке Јордан, као и приступ Галилеји из правца Јерусалима и Јерихона.
Бет Шеан се налази на Аутопуту 90, који се протеже правцем север − југ целом дужином Израела. Град се простире на површини од 7 km², северно од града налази се велики национални парк. Бет Шеан има око 20.000 становника.
Град се данас налази под управом регионалног већа Емек-ха-Мајанота.

## Историја

### Праисторија (неолитско и енеолитско доба)
Археолог Фицџералд је 1933. под окриљем Музеја Археологије и Антропологије Универзитета у Пенсилванији, спровео обимно археолошко ископавање на локацији Тел ел−Хисн („брдо замка”), великом Телу Бет Шеана, с циљем да одреди старост најстаријег слоја археолошког налазишта. На основу његовог истраживања може се закључити да је прво насеље основано у касном неолиту или раном енеолиту (између 6. и 5. миленијума п. н. е.) Насеље је са прекидима остало насељено током касног неолита и енеолита, са могућим прекидом током касног енеолита.

### Бронзано доба
Насеље је обновљено почетком раног бронзаног доба I (3200–3000) и постојало је током овог периода, да би током раног бронзаног доба II нестало, затим је обновљено током раног бронзаног доба III.
Велико гробље је било у употреби на северу локалитета од бронзаног доба до византијског доба. Ханански гробови из периода 2000 − 1600. п. н. е. су откривени 1926.

#### Египатско доба
Након што је у 15. веку п. н. е. египатски фараон Тутмос III освојио Бет Шеан, према натпису на храму у Карнаку, овај мали град на врху узвишења је постао седиште египатске управе. Египатске придошлице су промениле организацију града и оставиле велику количину матерјалних доказа о свом присуству. Велики ханански храм (дуг 39 метара) откривен у ископавању које је организовао Музеј Универзитета у Пенсилванији (Пен музеј) можда потиче из времена освајања Тутмос III, али на основу резултата археолошких ископавања у организацији Хебрејског Универзитета може се закључити да потиче из каснијег периода. Артефакти који су можда коришћени у верске сврхе су откривени у околини храма. На основу стеле откривене у храму, исписане египатским хијероглифима, зна се да је храм био посвећен богу Мекалу. Истраживањима Хебрејског Универзитета утврђено је да је овај храм био саграђен на месту старијег.
Једно од најзначајнијих проналазака у близини храма је стела на којој су исклесани лав и лавица у игри, а која се тренутно налази у Музеју Израела у Јерусалиму.
Током 300 година египатске власти (од 18. до 20. династије), становништво града су чинили пре свега службеници египатске државне управе и војници. Град је у потпуности обновљен у време 19. династије. Археолошким ископавањима су откривене две значајне стеле из времена владавине египатског фараона Сетија I и споменик Рамзеса II. Једна од тих стела је нарочито значајна, јер према Олбрајту, сведочи о присуству хебрејског становништва: Апирус, коју је Сети I заштитио од азијског племена. Грнчарија је израђивана локално, али је део прављен тако да подражава египатску. Постојала су и друга хананска добра поред увозних из Египта, или локално произведених у египатском стилу. За време 20. династије у Бет Шеину подигнуте су велике административне грађевине, укључујући „Грађевину 1500”, малу палату намењену египатском гувернеру. У ово време је дошло до инвазије „Народа са мора”, што је угрозило египатску превласт над источним Медитераном. Мада тачне околности нису познате, зна се да је цео локалитет Бет Шеан уништен ватром око 1150. п. н. е. Египћани нису покушали да обнове своје административно седиште и изгубили су контролу над регионом.

### Гвоздено доба
Према хебрејској библији, око 1000. п. н. е. град је постао део уједињеног Израелског краљевства. У „Првој књизи о краљевима” Бет Шеан је наведен као део краљевства Соломона, али историјска поузданост овог списка није опште прихваћена. Ханански град из гвозденог доба I (1200-1000. п. н. е.) је изграђен на месту египатског недуго након његовог уништења.
Асирско царство Тиглат-Пилесара III је освојило северно краљевство Израел (732. п. н. е.), а Бет Шеан је уништен у пожару.
Град је био слабо насељен до хеленистичке ере.

#### Помени у Библији
Према хебрејској библији, 1004. п. н. е. Филистинци су поразили војску краља Саула у близини горја Гилбоа, а Саул и његова три сина Јонатан, Аминадав и Малхисуа, погинули су у борби, затим су њихова тела Филистинци обесили о зидине града Бет Шеана. Нису пронађени докази трајнијег филистинског присуства, али је могуће да је њихова војска само прошла кроз град.

### Хеленистичка ера
У хеленистичкој ери град је поново насељен под именом „Скитополис” (стгр.: Σκυθόπολις), могуће је да је тако назван по скитским плаћеницима који су се ту населили као ветерани. Мало се зна о граду из овог времена, али је познато да је на телу током 3. века п. н. е. подигнут велики храм. Непознато је ком божанству је био посвећен, али је осато у употреби до римског доба. Гробови из хеленистичке ере су једноставни, појединачне гробнице у камену. Од 301 до 198. п. н. е. област је била под влашћу Птолемејида, а Бет Шеан је поменут у писаним изворима из 3. или 2. века п. н. е. у којима су описани Сиријски ратови између Птоломејида и Селеукида. Селеукиди су 198. п. н. е. коначно освојили област око града Бет Шеана.

### Римско доба
Помпеј је 63. п. н. е. Јудеју прикључио Римском царству, док је град Бет Шеан обновио Ауло Габиније. Центар града се померио од врха тела до његових падина. Скитополис је просперирао и постао водећи град међу градовима Декаполиса, једини који се налазио западно од реке Јордан.
Захваљујући миру у Римском царству („Пакс Романа”), град је доживео процват, о чему сведочи урбанистичко планирање које је било на високом нивоу и интензивна градња, чији је пример најбоље очувани римски театар древне Самарије, као и хиподром, римска улица (кардо) и сличне грађевине. Базалтни блокови су у Бет Шеан допремани са Горја Гилбоа, удаљеног 7 km од града, као и вода која је допремана аквадуктом. За Бет Шеан је наведено да је био на страни Римљана за време Јеврејског устанка 66 н.е. Археолошка истраживања се нису фокусирала на налазишта из римског доба, тако да се не зна мног о овом периоду. Археолошким ископавањима северног гробља, које је организовао Музеј Археологије и Антропологије Универзитета у Пенсилванији, међутим, откривени су значајни артефакти. Римске гробнице, уклесане у камену, су локулус типа: то су простране коморе правоугаоног облика са мањим коморама (loculi) уклесаним са стране. Тела су полагана директно у локуле (loculi), или су смештана у саркофаге који су спуштани у локуле. У једном од саркофага је уклесан запис који именује особу сахрањену у њему као „Антиоха сина Фалиона”, који је можда био рођак Ирода Великог. Једна од најзанимљивијих артефаката пронађених на гробљу је бронзана лопата за тамјан, чија је дршка у облику животињске ноге, или копита, а данас се налази у Музеју Универзитета у Пенсилванији.

### Византијско доба
Пронађени су бројни археолошки остаци из византијског периода (330–636 н.е.) а ископао их је Музеј Универзитета у Пенсилванији од 1921 − 23. Црква ротунда саграђена је на врху тела, а цео град је био окружен зидинама. Писани извори помињу још неколико цркава у граду. Бет Шеан је првенствено био хришћански град, о чему сведочи велики број цркава, али докази о јеврејском присуству и самарићанска синагога указују на постојање тих мањина. Пагански храм у центру града је уништен, али су нимфеум и римска терма рестаурирани. Многе зграде Скитополиса оштећене су у Галилејском земљотресу 363, а 409. постао је главни град северне провинције Палестина Секунда. Као такав, Скитополис је такође постао метрополитанска архидијецеза провинције.
Посвећени натписи указују на склоност давању прилога за изградњу верских грађевина, а сачувани су многи живописни мозаици, попут оног који приказује зодијак у манастиру Марије Магдалене, или оног који осликава менору и шалом у јеврејској синагоги Кућа Леонтија. Мозаик самарићанске синагоге био је јединствен по томе што не приказује људе или животиње, уместо тога је користио цветне и геометријске мотиве. Сложени украси откривени су и у многим луксузним вилама насеља, а посебно оним из 6. века, град је достигао максималну величину од 40.000 становника и проширио се изван својих градских зидина.
Део северног гробља из византијског периода ископан је 1926. Гробнице из овог периода састојале су се од малих у камену исклесаних ходника са засвођеним гробовима на три стране. Велики број разноврсних предмета је пронађен у гробницама, укључујући фигурице од теракоте која можда приказују девицу и дете, многе лампе од теракоте, огледала, звона, алате, ножеве, прстење, гвоздене кључеве, стаклене перле, укоснице од костију и многе друге предмете.
Важне хришћанске личности које су живеле или прошле кроз византијски Скитополис су Св. Прокопије Јерусалимски (умро 7. јула 303), Кирило Скитопољски (око 525–559), Св. Епифаније Саламински (око 310/320 - 403) и Јосиф од Тиберијаде (око 285 - око 356).

### Рано исламско доба
Византијске снаге је 634. поразила војска Рашидунског калифата калифе Омара ибн ал-Хатаба, након чега је град повратио семитски назив, назван Баисан на арапском језику. Дан победе је на арапском постао познат као „Јавм Баисан” или „дан Баисана”. Град није оштећен, а новопристигли муслимани живели су заједно са хришћанским становништвом, све до 8. века, али град је у том периоду изгубио значај. Грађевине су подизане на самим улицама, сужавајући их на пуке уличице, а међу колонадама отворене су импровизоване продавнице. Град је достигао најнижу тачку до 8. века, о чему сведочи уклањање мермера, који је коришћен за производњу креча, блокада главне улице и претварање главног трга у гробље. Међутим, недавно су откривени докази који донекле мењају ову слику пропадања. Као што су током 720-их грађевински радови које је организовала држава вршени у другим градовима у региону, тако је и комерцијална инфраструктура града Баисана била обновљена: његова главна улична пијаца, за коју се веровало да потиче из шестог века, на основу мозаичког натписа данас се зна да потиче из времена умајадског калифа Хишама (724 − 43). Абу Убајад ал-Андалуси је забележио да је тамо произведено вино било укусно.
Умајад Баисан је 18. јануара 749. потпуно опустошен у катастрофалном земљотресу. Неколико стамбених четврти подигнуто је на рушевинама, вероватно су их изградили преживели, али град никада није повратио своју величанственост. Средиште града преселило се на јужно брдо где су касније крсташи саградили свој дворац.
Јерусалимски историчар ал-Мукадаси посетио је Баисан 985. године, током владавине Абасида и написао да је „на реци, са обиљем палми и воде, мада донекле тешком (брактичном)”. Даље је забележио да је Баисан био познат по индигу, пиринчу, датули и грожђаном сирупу познатом као „дибс”. Град је чинио један од округа (курах) Џунд ал-Урдуна током овог периода. Главна џамија се налазила у средишту пијаце.

### Крсташки ратови
У доба Крсташких ратова Господство Бесан је 1099. године заузео Танкред, али оно никада није било део Кнежевине Галилеје, упркос свом положају, већ је постало краљевски посед латинске Краљевине Јерусалим 1101, вероватно до око 1120. Према извору „Лозе Крсташких држава” (Lignages d'Outremer), први крсташки господар Бесана, након што је Господство Бесан постало део Јерусалимске Краљевине, био је Адам, млађи син Роберта III од Бетина, пир Фландрије и глава династије Бетин. Његови потомци носили су презиме де Бессан. Повремено је потпадао под директну краљевску власт све до именовања новог господара, да би затим постала део поседа крсташке тврђаве Белвоар.
Мала крсташка тврђава окружена јарком саграђена је на подручју које се налазило југоисточно од римског театра, где је град премештен након земљотреса 749. године. Тврђаву је уништио Саладин 1183.
Током Битке код Ајн Џалута 1260. године монголске снаге које су се повлачиле пролазиле су у близини града, али нису ушле у сам град.

### Мамлучко доба
Под влашћу Мамлука Бет Шеан је био главни град округа Дамаск и станица за снабдевање која је коришћена у преносу поште између Дамаска и Каира. Такође је био центар прераде шећерне трске у региону. Џиср ал-Мактуа, „скраћени / одсечени мост”, мост изнад потока, који се састојао од једног лука који је био дуг 7,5 метара и висок 15 метара, изграђен је у том периоду.

### Османско доба
У овом периоду становници Бет Шеана били су углавном муслимани. Међутим, у њему је живео и мањи број Јевреја. На пример, 14. вековни топограф Иштори Хапархи се ту настанио и завршио своје дело Кафтор Ваферах 1322. године, прву хебрејску књигу о географији Палестине.
Током 400 година владавине Отоманског царства, Беј Сан је изгубио свој регионални значај. За време владавине султана Абдул Хамида II дошло је до мањег препорода, када је изграђена железничка пруга Хаифа − Дамаск кроз Јизраелску долину, ова пруга је била огранак значајније пруге Дамаск − Хеџаз (Дамаск − Медина). Локално сеоско становништво је османски феудални пољопривредни систем у великој мери осиромашио, раји (кметовима) је земља изнајмљивана и од њих наплаћиван порез на њено коришћење.
Швајцарско-немачки путник Јохан Лудвиг Буркхарт описао је Беј Сан 1812. као „село са 70 до 80 кућа, чији су становници у јадном стању”. Раних 1900-их, иако још увек мало и непознато село, Беј Сан је био познат по доброј снбадевености водом, плодном земљишту и производњи маслина, грожђа, смокава, бадема, кајсија и јабука.

### Доба Британског мандата над Палестином
За време Британског мандата над Палестином, град је био седиште подокруга Беј Сан. Према попису становништва у Палестини 1922. који су организовале британске власти, Бет Шеан (Беј Сан) је имао 1.941 становника, од којих је било 1.687 муслимана, 41 Јевреја и 213 хришћана.
Лоренс од Арабије је 1934. забележио да је „Бисан тренутно чисто арапско село”, из ког се „са кровова кућа пружа веома леп поглед на реку”. Такође је забележио следеће, „многи номадски и бедуински логори, који се истичу својим црним шаторима, раштркани су речном равницом, док њихова стада пасу око њих”.
Јевреји који су живели у Беј Сану су претежно били Мизрахи, до 1936. године било их је 95, када је дошло до Арапске побуне у Палестини (1936−1939), а Беј Сан постао упориште из ког су кретали арапски напади на Јевреје у Палестини. 1938. године, након што је сазнао за убиство свог блиског пријатеља и јеврејског вође Хаима Стурмана, Орд Вингејт повео је своје људе у напад на арапски део Беј Сана, упориште побуњеника.
Према попису становништва спроведеном у Британском мандату над Палестином, у Беј Сану је живело 5.080 муслиманских Арапа (92% становништва), а остатак становништва су чинили хришћани, док је укупан број становника града био 5.540. Године 1945. округ Беј Сан насељавало је 16.660 муслимана (67%), 7.590 Јевреја (30%), и 680 хришћана (3%); а Арапи су поседовали 44% земље, Јевреји 34%, а 22% је било земљиште у јавном власништву. План УН за поделу Палестине 1947. је доделио Беј Сан и већину његовог округа предложеној јеврејској држави.
Током Арапско-израелског рата (1948) јеврејске снаге и локални бедуини први пут су се сукобили у фебруару и марту 1948, у склопу Операције Гидеон, која је према Валиду Халидију била део ширег плана Далет. Јосеф Вајц, један од вођа Јишува, записао је у свом дневнику 4. маја 1948. следеће, „Долина Бет Шеан је капија наше државе у Галилеји... Њено чишћење је неодложно потребно”.
Беј Сан, тада арапско село, пао је под контролу јеврејских милиција три дана пре краја мандата.

### Држава Израел
Након Декларације о проглашењу Државе Израел у мају 1948. године, током интензивног гранатирања које су вршиле сиријске пограничне јединице, након кога је Хагана поновно заузела долину, арапски становници побегли су преко реке Јордан. Имовину и зграде напуштене након сукоба преузела је држава Израел. Већина арапских хришћана пресељена је у Назарет. Мабара (избеглички камп) насељен углавном северноафричким јеврејским избеглицама подигнут је у Бет Шеану, а касније је постао стално наасеље.
Од 1969, Бет Шеан је био мета напада Каћуша и Мерзера из Јордана. Борци Демократског фронта за ослобођење Палестине су у терористичком нападу у Бет Шеану 1974. заузели стамбену зграду и убили четворочлану породицу.
Бет Шеан је 1999. организован као град. Географски гледано, налази се у средини обласног већа („општине”) Емек-ха-Маајанот.
Бет Шеан је родни град и главно упориште Давида Левија, истакнуте личности у израелској политици.
Током Друге интифаде, у нападу у Бет Шеану 2002, шест Израелаца је убијено, а преко 30 рањено, у нападу који је извршило двоје палестинских побуњеника, који су отворили ватру и бацили гранате на бирачком месту у центру Бет Шеана, где су чланови странке Ликуд гласали на страначким изборима.

## Археологија и туризам
Универзитет у Пенсилванији је вршио ископавања древног Бет Шеана 1921-1933. Откривене су реликвије из египатског доба, већина њих данас је изложена у Музеју Рокфелера у Јерусалиму. Неке се налазе у Музеју Универзитета Пенсилваније у Филаделфији. Ископавања на том налазишту наставио је Хебрејски универзитет у Јерусалиму 1983. године, а затим поново од 1989. до 1996. године, под управом Амихаја Мазара. Ископавањем је откривено најмање 18 слојева древних градова. Древни Бет Шеан, једно од најспектакуларнијих римских и византијских налазишта у Израелу, велика је туристичка атракција. Мозаик из Рехоба који потиче из 7. века открили су становници кибуца Еин Ханецив. Он је део мозаичког пода, а садржи детаље јеврејских верских закона који се тичу десетине и суботње године.

## Земљотреси
Бет Шеан је смештен изнад Рифта Мртвог мора (расед) који формира трансформни расед између Афричке плоче на западу и Арабијске плоче на истоку и један је од градова у Израелу који су највише изложени земљотресу, заједно са Сафедом, Тиберијадом, Кирјат Шмоном и Ејлатом. Историјски, град је уништен у Голанском земљотресу 749.

## Демографија
Према Државном заводу за статистику Израела (ДЗС), општина је имала 18.227 становника на крају 2018. Етнички састав становништва 2005. је био следећи 99,5% Јевреји и остали не Арапи (97,3% Јевреји), без значајног арапског учешћа у становништву. Састав становништва по полу је био 8.200 мушкараца и 8.100 жена.
Старосна структура је била следећа:
| Године старости                            | 0–4 | 5–9 | 10–14 | 15–19 | 20–29 | 30–44 | 45–59 | 60–64 | 65–74 | 75+ |
| ------------------------------------------ | --- | --- | ----- | ----- | ----- | ----- | ----- | ----- | ----- | --- |
| Проценат                                   | 9,9 | 9,4 | 9,4   | 9,4   | 17,6  | 17,7  | 16,7  | 2,7   | 4,4   | 2,8 |
| Извор: Државни завод за статистику Израела |     |     |       |       |       |       |       |       |       |     |

## Економија
Бет Шеан је центар узгоја памука, а многи становници су запослени на пољима памука у околини кибуца. Остале локалне индустрије укључују фабрике текстила и одеће.
Када је древни град Бет Шеан отворен за јавност током 1990-их и претворен у национални парк, туризам је постао значајан сектор економије.

## Образовање
Према подацима CBS−а, у граду постоји 16 школа и 3.809 ученика. Ученика основних школа распоређених у 10 школа има 2.008, док средњошколаца има 1.801.

## Саобраћај
У Бет Шеану је отворена железничка станица 1904. на железничкој прузи Јизраелске долине, она је била продужетак железнице Дамаск − Хеџаз. Ова станица је затворена заједно са остатком железничке пруге Јизраелске долине 1948. године. Између 2011. и 2016. железничка пруга је обновљена, а отворена је и нова железничка станица у Бет Шеану, која се налази на истом месту где је и историјска станица. Пруга повезује град са Афулом, Хаифом и одредиштима између њих. Поред превоза путника, станица обухвата и теретни железнички терминал.

## Спорт
Локални фудбалски клуб, Хапоел Бет Шеан Ф.К. деведесетих је провео неколико сезона у Леумит лиги (првој лиги), али је из ње испао 1999, а затим је 2002. испао и из друге лиге, да би и 2004. испао из треће лиге, а 2006. и из четвре лиге. Клуб се 2009. спојио са Хапоел Квалим Месилотом и формирао нови клуб Хапоел Бет Шеан Месилот, који је заузео место Хапоел Квалим Месилота у лиги Бет. Годину дана касније тим је апсорбовао локалног ривала Макаби Бет Шеан Ф.К., од кога је наследио место у Бет лиги (четврта лига). Клуб је 2013. прешао у Алеф лигу (трећу лигу) након што је освојио првенство у северној Б дивизији лиге Бет у сезони 2012−2013. У 2020. игра у Бет лиги (четвртој лиги).

## Познате личности
- Иштори Хапархи
- Давид Леви
- Орли Леви
- Џеки Леви
- Наим Атик

## Збратимљени градови
Градови збратимљени с Бет Шеаном су:
- Кливленд (од 2019)[70]

## Галерија
- Стара железничка станица, 1930-их
- Бет Шеан након што су га преузеле јеврејске снаге 1948.
- Османски сарај, који је користила бригада Ифтах као своју бараку 1948.
- Напуштени посед 1948
- Полицијска станица у Бет Шеану (Беј Сану) 1948.
- Бет Шеан 1948.

### Универзитет Пенсилваније (ископине)
- Braun, Eliot , Early Beth Shan (Strata XIX-XIII) – G.M. FitzGerald's Deep Cut on the Tell, [University Museum Monograph 121], Philadelphia: University of Pennsylvania Museum. . 2004 [2004]. ISBN 1-931707-62-6. Недостаје или је празан параметар |title= (помоћ). *Fisher, Clarence [1923], Beth-Shan Excavations of the University Museum Expedition, 1921–1923 |journal=Museum Journal|date=1923|volume=14|issue=|pages=229–231}}
- FitzGerald, G.M. [1931], Beth-shan Excavations 1921–23: the Arab and Byzantine Levels, Beth-shan III, University Museum: Philadelphia, 1931.
- FitzGerald, G.M. [1932]. „Excavations at Beth-Shan in 1931”. PEFQS. 63: 142—145. 1932.
- Rowe, Alan [1930], The Topography and History of Beth-Shan, Philadelphia: University of Pennsylvania Press, 1930.
- Rowe, Alan [1940], The Four Canaanite Temples of Beth-shan, Beth-shan II:1, University Museum: Philadelphia, 1940.
- James, Frances W. & McGovern, Patrick E. , The Late Bronze Egyptian Garrison at Beth Shan: a Study of Levels VII and VIII, 2 volumes, [University Museum Monograph 85], Philadelphia: University Museum, University of Pennsylvania & University of Mississippi. . 1993 [1993]. ISBN 0-924171-27-8. Недостаје или је празан параметар |title= (помоћ)

### Хебрејски Универзитет у Јерусалиму (ископине)
- Mazar, Amihai [2006], Excavations at Tel Beth Shean 1989–1996, Volume I: From the Late Bronze Age IIB to the Medieval Period, Jerusalem: Israel Exploration Society / Hebrew University of Jerusalem, 2006.
- Mazar, A. and Mullins, Robert (eds) [2007], Excavations at Tel Beth Shean 1989–1996, Volume II: The Middle and Late Bronze Age Strata in Area R, Jerusalem: IES / HUJ, 2007.

### Опште
- Barron, J. B., ур. (1923). Palestine: Report and General Abstracts of the Census of 1922. Government of Palestine.
- Finkelstein, Israel [1996]. „The Stratigraphy and Chronology of Megiddo and Beth-Shan in the 12th–11th Centuries BCE”. TA. 23: 170—184. 1996.
- Garfinkel, Yosef [1987]. „The Early Iron Age Stratigraphy of Beth Shean Reconsidered”. IEJ. 37: 224—228. 1987.
- Geva, Shulamit [1979]. „A Reassessment of the Chronology of Beth Shean Strata V and IV”. IEJ. 29: 6—10. 1979.
- Greenberg, Raphael [2003]. „Early Bronze Age Megiddo and Beth Shean: Discontinuous Settlement in Sociopolitical Context”. JMA. 16 (1): 17—32. 2003. doi:10.1558/jmea.v16i1.17.
- Hankey, Vronwy (1966). „Late Mycenaean Pottery at Beth-Shan”. AJA. 70 (2): 169—171. JSTOR 502154. doi:10.2307/502154.
- Higginbotham, C. [1999]. „The Statue of Ramses III from Beth Shean”. TA. 26: 225—232. 1999.
- Horowitz, Wayne [1994]. „Trouble in Canaan: A Letter of the el-Amarna Period on a Clay Cylinder from Beth Shean”. Qadmoniot. 27: 84—86. 1994. (Hebrew).
- Horowitz, Wayne [1996]. „An Inscribed Clay Cylinder from Amarna Age Beth Shean”. IEJ. 46: 208—218. 1996.
- McGovern, Patrick E. [1987], “Silicate Industries of Late Bronze-Early Iron Age Palestine: Technological Interaction between New Kingdom Egypt and the Levant", in Bimson, M. & Freestone, LC. (eds), Early Vitreous Materials, [British Museum Occasional Papers 56], London: British Museum Press, 1987, pp. 91–114.
- McGovern, Patrick E. [1989], "Cross-Cultural Craft Interaction: the Late Bronze Egyptian Garrison at Beth Shan", in McGovern, P.E. (ed), Cross-Craft and Cultural Interactions in Ceramics, [Ceramics and Civilisation 4, ed. Kingery, W.D.], Westerville: American Ceramic Society, 1989, pp. 147–194.
- McGovern, Patrick E. [1990]. „The Ultimate Attire: Jewelry from a Canaanite Temple at Beth Shan”. Expedition. 32: 16—23. 1990.
- McGovern, Patrick E. [1994], "Were the Sea Peoples at Beth Shan?", in Lemche, N.P. & Müller, M. (eds), Fra dybet: Festskrift til John Strange, [Forum for Bibelsk Eksegese 5], Copenhagen: Museum Tusculanus and University of Copenhagen, 1994, pp. 144–156.
- Khamis, E (2001). „Two wall mosaic inscriptions from the Umayyad market place in Bet Shean/Baysan”. Bulletin of the School of Oriental and African Studies. 64 (2): 159—76. doi:10.1017/S0041977X0100009X.
- McGovern, P.E., Fleming, S.J. & Swann, C.P. [1993], „The Late Bronze Egyptian Garrison at Beth Shan: Glass and Faience Production and Importation in the Late New Kingdom”. BASOR. 91: 1—27. 1993.. 290- .
- Mazar, A., Ziv-Esudri, Adi and Cohen-Weinberger, Anet [2000], "The Early Bronze Age II–III at Tel Beth Shean: Preliminary Observations", in Philip, G. and Baird, D. (eds), Ceramics and Change in the Early Bronze Age of the Southern Levant, [Levantine Archaeology 2], Sheffield: Sheffield Academic Press, 2000, pp. 255–278.
- Mazar, Amihai [1990], „The Excavations at Tel Beth-Shean”. Eretz–Israel. 21: 197—211. 1990..  (יברית).
- Mazar, Amihai [1992], "Temples of the Middle and Late Bronze Ages and the Iron Age", in Kempinski, A. and Reich, R. (eds), The Architecture of Ancient Israel from the Prehistoric to the Persian Periods — in Memory of Immanual (Munya) Dunayevsky, Jerusalem: IES, 1992, pp. 161–187.
- Mazar, Amihai [1993a], "The Excavations at Tel Beth-Shean in 1989–1990", in Biran, A. and Aviram, J. (eds), Biblical Archaeology Today, 1990 – Proceedings of the Second International Congress on Biblical Archaeology, Jerusalem, 1990, Jerusalem: IES, 1993, pp. 606–619.
- Mazar, Amihai 1993b. „Beth Shean in the Iron Age: Preliminary Report and Conclusions of the 1990–1991 Excavations”. IEJ. 43 (4): 201—229. 1993.
- Mazar, Amihai [1994], „Four Thousand Years of History at Tel Beth-Shean”. Qadmoniot. 4: 66—83. 1994.. 27.3–  (יברית).
- [1997a]. „Four Thousand Years of History at Tel Beth-Shean—An Account of the Renewed Excavations”. BA. 60 (2): 62—76. 1997.
- Mazar, Amihai [1997b], "The Excavations at Tel Beth Shean during the Years 1989–94", in Silberman, N.A. and Small, D. (eds), The Archaeology of Israel – Constructing the Past, Interpreting the Present, [JSOT Supplement Series 237], Sheffield: Sheffield Academic Press, 1997, pp. 144–164.
- Mazar, Amihai [2003], "Beth Shean in the Second Millennium BCE: From Canaanite Town to Egyptian Stronghold", in Bietak, M. (ed.), The Synchronisation of Civilisations in the Eastern Mediterranean in the SEcond Millennium BC, II. Proceedings of the SCIEM 2000-EuroConference Haindorf, 2–7 May 2001, Vienna, 2003, pp. 323–339.
- Mazar, Amihai, "Tel Beth-Shean and the Fate of Mounds in the Intermediate Bronze Age", in Gitin, S., Wright, J.E. and Dessel, J.P. (eds), Confronting the Past—Archaeological and Historical Essays on Ancient Israel in Honor of William G. Confronting the Past: Archaeological and Historical Essays on Ancient Israel in Honor of William G. Dever. Dever, Winona Lake: Eisenbrauns. 2006. стр. 105–118. ISBN 1-57506-117-1. Непознати параметар |orig-date= игнорисан (помоћ)
- Mullins, Robert A (2006) [2006]. A Corpus of Eighteenth Dynasty Egyptian-Style Pottery from Tel Beth-Shean", in Maeir, A.M. and Miroschedji, P. de (eds), "I Will Speak the Riddle of Ancient Times. стр. 247—262. ISBN 1-57506-103-1.—Archaeological and Historical Studies in Honor of Amihai Mazar on the Occasion of His Sixtieth Birthday, Volume 1, Winona Lake: Eisenbrauns.
- Oren, Eliezer D. [1973], The Northern Cemetery of Beth-Shean, [Museum Monograph of the University Museum of the University of Pennsylvania], E.J. Brill: Leiden, 1973.
- Porter, R.M. [1994–1995], "Dating the Beth Shean Temple Sequence", Journal of the Ancient Chronology Forum 7 (1994–95), pp. 52–69.
- Porter, R.M. [1998], "An Egyptian Temple at Tel Beth Shean and Ramesses IV", in Eyre, C. (ed.), Seventh International Congress of Egyptologists, Cambridge, 3–9 September 1995, [Orientalia Lovaniensia Analecta 82], Uitgeverij Peeters: Leuven, 1998, pp. 903–910.
- Sweeney, Deborah [1998]. „The Man on the Folding Chair: An Egyptian Relief from Beth Shean”. IEJ. 48: 38—53. 1998.
- Thompson, T.O. (1970). Mekal, the God of Beth Shean. Leiden: E.J. Brill. ISBN 9789004022683.
- Walmsley, A (2007). „Economic Developments and the Nature of Settlement in the Towns and Countryside of Syria-Palestine, ca. 565–800”. Dumbarton Oaks Papers. 61: 319—52.